# Gnome-Rhône 9A Jupiter
Lo Gnome-Rhône 9A Jupiter era un motore aeronautico radiale a 9 cilindri raffreddato ad aria che la casa francese Gnome et Rhône produsse su licenza dal 1923.
Primo 9 cilindri realizzato dalla ditta, era la copia del britannico Bristol Jupiter al quale vennero nel tempo applicate alcune migliorie.

## Versioni
Oltre l'originale vennero realizzate due versioni successive dotate la prima di un riduttore di velocità e successivamente di un compressore. 
9Aa

9Ab

9Af

## Velivoli utilizzatori
Cecoslovacchia
- Aero A.32
- Aero A.38

 Finlandia
- VL Haukka

 Francia
- Bernard 190T
- Bernard SIMB AB 12
- Blanchard BB-1
- Blériot-SPAD S.56/2
- CAMS 50
- CAMS 51
- CAMS 55/2
- Latécoère 6
- Gourdou-Leseurre GL.30
- Farman F 70
- Wibault 7

 Germania
- Dornier Do E II
- Focke-Wulf A 17
- Heinkel HD 15

 Jugoslavia
- Fizir F1V
- Zmaj-Heinkel HE 8

 Paesi Bassi
- Fokker F.VIII

 Romania
- Bratu 220 (solo il motore centrale)

 Unione Sovietica
- Tupolev ANT-5  (I-4)
- Tupolev ANT-14
- Tupolev ANT-23 (I-12)